# Huang Haiyang
Huang Haiyang (en chino: 黄海洋; 1 de noviembre de 1985) es una deportista china que compitió en esgrima, especialista en la modalidad de sable.
Participó en los Juegos Olímpicos de Pekín 2008, obteniendo una medalla de plata en la prueba por equipos (junto con Bao Yingying, Tan Xue y Ni Hong). Ganó una medalla de plata en el Campeonato Mundial de Esgrima de 2003.

## Palmarés internacional
| Juegos Olímpicos   | Juegos Olímpicos | Juegos Olímpicos | Juegos Olímpicos  |
| Año                | Lugar            | Medalla          | Prueba            |
| ------------------ | ---------------- | ---------------- | ----------------- |
| 2008               | Pekín (China)    | Medalla de plata | Sable por equipos |
| Campeonato Mundial |                  |                  |                   |
| Año                | Lugar            | Medalla          | Prueba            |
| 2003               | La Habana (Cuba) | Medalla de plata | Sable por equipos |